# Kosei Wakimoto
Kosei Wakimoto (脇本 晃成 Wakimoto Kosei?), född 8 januari 1994 i Hiroshima prefektur, är en japansk fotbollsspelare.
Wakimoto började sin karriär 2016 i Kataller Toyama. Han spelade 84 ligamatcher för klubben. 2020 flyttade han till Iwate Grulla Morioka.